# Shuxrat Muxammadiyev
Shuxrat Shovkatovich Muxammadiyev (ur. 24 czerwca 1989 w Shahrisabzie) – uzbecki piłkarz występujący na pozycji obrońcy w drużynie Lokomotivu Taszkent.

## Kariera piłkarska
Muxammadiyev profesjonalną karierę w seniorskiej piłce rozpoczął w uzbeckim Mashʼal Muboraku, gdzie przez 4 sezony zaliczył 55 występów, strzelając 3 gole - wszystkie zdobyte w 2011 roku. W 2013 roku został zawodnikiem Nasafu Karszy. Wraz z kolegami w 2015 roku świętował zdobycie pucharu Uzbekistanu. W 2017 roku przeszedł do Lokomotivu Taszkent. Już w pierwszym sezonie w Lokomotivie zdobył z drużyną mistrzostwo Uzbekistanu.

## Kariera reprezentacyjna
Muxammadiyev zadebiutował w reprezentacji Uzbekistanu 27 maja 2014 roku w przegranym 0-1, towarzyskim meczu z Omanem.  Znalazł się w kadrze Uzbekistanu na Puchar Azji 2015, gdzie zaliczył dwa występ - jeden z nich w przegranym meczu z Koreą Południową, po którym Uzbecy pożegnali się z turniejem. Jak do tej pory w narodowych barwach zaliczył 17 występów.
Stan na 8 lipca 2018
| Reprezentacja | Rok     | Mecze | Bramki |
| ------------- | ------- | ----- | ------ |
| Uzbekistan    | 2014    | 7     | 0      |
| Uzbekistan    | 2015    | 5     | 0      |
| Uzbekistan    | 2016    | 2     | 0      |
| Uzbekistan    | 2017    | 1     | 0      |
| Uzbekistan    | 2018    | 2     | 0      |
| Ogólnie       | Ogólnie | 17    | 0      |

## Sukcesy

### Lokomotiv Taszkent
- Mistrzostwo Uzbekistanu: 2017

### Nasaf Karszy
- Puchar Uzbekistanu: 2015